# カール1世 (ブラウンシュヴァイク＝ヴォルフェンビュッテル公)
カール1世（Karl I., 1713年8月1日 - 1780年3月26日）は、ブラウンシュヴァイク＝リューネブルク公の一人で、ブラウンシュヴァイク＝ヴォルフェンビュッテル公（在位：1735年 - 1780年）。フェルディナント・アルブレヒト2世とルートヴィヒ・ルドルフの娘アントイネッテ・アマーリエの長男として、ブラウンシュヴァイクで生まれた。ロシア皇帝イヴァン6世の父アントン・ウルリヒは弟、マリア・テレジア、ピョートル2世は母方のいとこに当たる。

## 生涯
若い頃は父と共にプリンツ・オイゲン指揮下でオスマン帝国と戦った軍人だった。1735年に母方の祖父が亡くなり、ヴォルフェンビュッテル公位を継いだ父も同年に急死したため、ヴォルフェンビュッテル公位を継承した（ベーヴェルンは叔父のエルンスト・フェルディナントが相続した）。
カール1世は経済政策に関心を持ち、1745年にはブラウンシュヴァイク工科大学の前身となる教育機関を創設、1747年にはニンフェンベルク窯を興した。1773年より、長男カール・ヴィルヘルム・フェルディナントに実権を譲った。
1733年、プロイセン王フリードリヒ・ヴィルヘルム1世の娘フィリッピーネ・シャルロッテと結婚した。なお、カール1世の妹2人がフィリッピーネの兄弟と結婚している。フリードリヒ2世と結婚したエリーザベト・クリスティーネと、アウグスト・ヴィルヘルム王子と結婚したルイーゼ・アマーリエである。

## 子女
フィリッピーネ・シャルロッテとの間に12子を儲けた。
- カール・ヴィルヘルム・フェルディナント（1735年 - 1806年） - イギリス王女オーガスタ（ジョージ3世の姉）と結婚
- ゲオルク・フランツ（1736年 - 1737年）
- ゾフィー・カロリーネ（1737年 - 1817年） - ブランデンブルク＝バイロイト侯フリードリヒ3世妃
- クリスティアン・ルートヴィヒ（1738年 - 1742年）
- アンナ・アマーリア（1739年 - 1807年） - ザクセン＝ヴァイマル＝アイゼナハ公エルンスト・アウグスト2世妃
- フリードリヒ・アウグスト（1740年 - 1805年） - エールス公。1768年、ヴュルテンベルク＝エールス公カール・クリスティアン・エルドマンの娘フリーデリケ・ゾフィー・シャルロッテ・アウグステ（1751年-1789年）と結婚。
- アルブレヒト・ハインリヒ（1742年 - 1761年）
- ルイーゼ・フリーデリケ（1743年 - 1744年）
- ヴィルヘルム・アドルフ（1745年 - 1770年）
- エリーザベト・クリスティーネ（1746年 - 1840年） - プロイセン王太子フリードリヒ・ヴィルヘルム（後のフリードリヒ・ヴィルヘルム2世）妃。後に離婚。
- アウグステ・ドロテア（1749年 - 1803年） - 尼僧
- マクシミリアン・ユリウス（1752年 - 1785年）

| 爵位・家督                             | 爵位・家督                                                     | 爵位・家督                                  |
| -------------------------------------- | -------------------------------------------------------------- | ------------------------------------------- |
| 先代 フェルディナント・アルブレヒト2世 | ブラウンシュヴァイク＝ヴォルフェンビュッテル侯 1735年 - 1780年 | 次代 カール・ヴィルヘルム・フェルディナント |